# Andranik Karapetian
Andranik Karapetian (em armênio: Անդրանիկ Կարապետյան; n. 15 de dezembro de 1995 em Valarsapate), é um levantador de peso da Armênia.
Andranik Karapetian ficou em segundo no total combinado no mundial juvenil de 2011, na categoria até 62 kg. Em 2013 ele foi suspenso por dois anos por doping pela Federação Internacional de Halterofilismo.
Ele competiu no Campeonato Mundial de Halterofilismo de 2015 e ficou em quarto no total, mas após a desqualificação do norte-coreano Kim Kwang-Song por doping, Karapetian recebeu a medalha de bronze (363 kg), na categoria até 77 kg. Ele levantou 174 kg no arranque nos Jogos Olímpicos de 2016 no Rio de Janeiro, mas deslocou seu cotovelo esquerdo durante um arremesso e não pode terminar a prova.

## Quadro de resultados
| Ano                        | Lugar                                   | Categoria       | Marca (kg) / pos. | Marca (kg) / pos. | Marca (kg) / pos. |
| Ano                        | Lugar                                   | Categoria       | Arranque          | Arremesso         | Total             |
| Jogos Olímpicos            | Jogos Olímpicos                         | Jogos Olímpicos | Jogos Olímpicos   | Jogos Olímpicos   | Jogos Olímpicos   |
| -------------------------- | --------------------------------------- | --------------- | ----------------- | ----------------- | ----------------- |
| 2016                       | Rio de Janeiro, Brasil                  | –77 kg          | 174 / 2           | NM                | —                 |
| 2024                       | Paris, França                           | –89 kg          | 170 / 5           | 200 / 7           | 370 / 7           |
| Campeonato Mundial         |                                         |                 |                   |                   |                   |
| 2015                       | Houston, Estados Unidos                 | –77 kg          | 167 /             | 196 /             | 363 /             |
| 2018                       | Asgabate, Turquemenistão                | –81 kg          | NM                | NM                | —                 |
| 2019                       | Pattaya, Tailândia                      | –81 kg          | 168 /             | NM                | —                 |
| 2022                       | Bogotá, Colômbia                        | –89 kg          | 166 / 5           | 186 / 19          | 352 / 12          |
| 2023                       | Riade, Arábia Saudita                   | –89 kg          | 175 /             | 202 / 5           | 377 / 4           |
| 2024                       | Manama, Barém                           | –89 kg          | 170 / 4           | NM                | —                 |
| Campeonato Europeu         |                                         |                 |                   |                   |                   |
| 2013                       | Tirana, Albânia                         | –77 kg          | 160 / DSQ         | 180 / DSQ         | 340 / DSQ         |
| 2015                       | Tbilisi, Geórgia                        | –77 kg          | 164 /             | 186 / 4           | 350 /             |
| 2016                       | Førde, Noruega                          | –77 kg          | 170 /             | 197 /             | 367 /             |
| 2017                       | Split, Croácia                          | –85 kg          | 160 /             | 165 / 18          | 325 / 12          |
| 2021                       | Moscou, Rússia                          | –89 kg          | 170 /             | 195 / 6           | 365 /             |
| 2022                       | Tirana, Albânia                         | –89 kg          | 174 /             | 191 / 6           | 365 / 5           |
| 2023                       | Ierevã, Armênia                         | –89 kg          | 178 /             | 196 / 5           | 374 /             |
| 2024                       | Sófia, Bulgária                         | –89 kg          | 170 / 4           | 195 / 7           | 370 / 5           |
| Universíada                |                                         |                 |                   |                   |                   |
| 2017                       | Taipei, Taipé Chinesa                   | –85 kg          | 170 / 1           | 194 / 2           | 364 /             |
| Campeonato Mundial Júnior  |                                         |                 |                   |                   |                   |
| 2012                       | Antigua, Guatemala                      | –69 kg          | 136 / 8           | 160 / 11          | 296 / 10          |
| 2013                       | Lima, Peru                              | –77 kg          | 160 / DSQ         | 180 / DSQ         | 340 / DSQ         |
| 2015                       | Breslávia, Polônia                      | –77 kg          | 155 /             | 180 / 4           | 335 /             |
| Campeonato Mundial Juvenil |                                         |                 |                   |                   |                   |
| 2011                       | Lima, Peru                              | –62 kg          | 120 /             | 135 / 7           | 255 /             |
| 2012                       | Košice, Eslováquia                      | –77 kg          | 155 /             | 176 /             | 331 /             |
| Campeonato Europeu sub-23  |                                         |                 |                   |                   |                   |
| 2017                       | Durres, Albânia                         | –85 kg          | 170 /             | 190 /             | 360 /             |
| 2018                       | Zamość, Polônia                         | –85 kg          | 176 /             | 193 /             | 369 /             |
| Campeonato Europeu Juvenil |                                         |                 |                   |                   |                   |
| 2011                       | Ciechanów, Polônia                      | –69 kg          | 130 /             | 153 / 5           | 283 /             |
| 2012                       | Bucareste, Romênia                      | –77 kg          | 154 /             | 176 /             | 330 /             |
| Outras                     |                                         |                 |                   |                   |                   |
| 2018                       | Doha, Catar 5th International Qatar Cup | –81 kg          | 161 /             | 180 / 4           | 341 /             |
| 2019                       | Grodno, Belarus IWF Alexander Cup       | –81 kg          | 161 /             | 182 /             | 343 /             |
| 2019                       | Doha, Catar 6th International Qatar Cup | –81 kg          | NM                | 180 / 9           | —                 |
| 2023                       | Doha, Catar IWF Grand Prix II           | –89 kg          | 170 / 4           | 200 / 8           | 370 / 7           |
| 2024                       | Phuket, Tailândia IWF World Cup         | –89 kg          | NM                | NM                | —                 |

- NM = Sem marca (No mark)